# التصنيفات الدولية للأردن
في ما يلي قائمة التصنيفات الدولية للأردن:

## المُدن
- تم تصنيف عمان كمدينة عالمية «جاما» على مستوى العالم وفقًا لـشبكة بحث المدن العالمية والعولمة لعام 2008.[1]

## الاقتصاد
- جريدة وول ستريت ومؤسسة التراث: تم تصنيف الأردن ضمن مؤشر الحرية الاقتصادية لعام 2016 في المرتبة 38 من أصل 179 دولة. [2]
- صندوق النقد الدولي:
- احتل الأردن المرتبة 92 من أصل 185 دولة في قائمة الدول حسب الناتج المحلي الإجمالي للفرد (PPP) لعام 2016.
- احتل الأردن المرتبة 89 من أصل 181 دولة في قائمة الدول حسب الناتج المحلي الإجمالي (الاسمي) لعام 2016. [3]
- جاء الأردن في المرتبة 64 من أصل 140 دولة في مؤشر التنافسية العالمية لعام 2015-2016 الذي يصدر عن المنتدى الاقتصادي العالمي. [4]

## البيئة
- جاء الأردن في المرتبة 74 من أصل 180 دولة في مؤشر الأداء البيئي لعام 2016 الصادر عن مركز ييل للقانون والسياسة البيئية ومركز شبكة معلومات علوم الأرض الدولية. [5]

## العولمة
- جاء الأردن في المرتبة 38 من بين 156 دولة ضمن مؤشر العولمة لعام 2011 الصادر عن المعهد السويسري الاقتصادي KOF .[6]
- جاء الأردن في المرتبة 47 من بين 207 دول ضمن مؤشر العولمة بشكل عام لعام 2016 الصادر عن المعهد السويسري الاقتصادي KOF.
- جاء الأردن في المرتبة 61 من بين 207 دول ضمن مؤشر العولمة للعولمة الاقتصادية لعام 2016 الصادر عن المعهد السويسري الاقتصادي KOF.
- جاء الأردن في المرتبة 80 من بين 207 دول ضمن مؤشر العولمة للعولمة الاجتماعية لعام 2016 الصادر عن المعهد السويسري الاقتصادي KOF.
- جاء الأردن في المرتبة 38 من بين 207 دول ضمن مؤشر العولمة للعولمة السياسية لعام 2016 الصادر عن المعهد السويسري الاقتصادي KOF.[7]

## السياسة
- احتل الأردن المرتبة 45 من أصل 167 دولة في مؤشر مدركات الفساد لعام 2016 الصادر عن منظمة الشفافية الدولية.
- احتل الأردن المرتبة 135 من بين 180 دولة في مؤشر حرية الصحافة لعام 2016 والذي تصدره منظمة مراسلون بلا حدود.
- تم تصنيف الأردن كدولة «غير حرة»، مع تصنيف حرية 5.5، في تقرير الحرية في العالم لعام 2015 والذي تصدره منظمة فريدم هاوس. مع العلم أن الدولة التي تحصل على تصنيف 7 هي الأسوأ من حيث الحرية.

## المجتمع
- حقق الأردن المرتبة 69 ضمن مؤشر (أين تولَد) لعام 2013 الصادر عن وحدة الاستخبارات الاقتصادية.
- جاء الأردن في المرتبة 71 من أصل 162 دولة في مؤشر السلام العالمي لعام 2015 والصادر عن معهد الاقتصاد والسلام .[8]
- جاء الأردن في المرتبة 80 من أصل 188 دولة ضمن مؤشر التنمية البشرية لعام 2016 والصادر عن برنامج الأمم المتحدة الإنمائي.

## التكنولوجيا
- احتل الأردن المرتبة 50 من أصل 70 دولة ضمن مؤشر الجاهزية الإلكترونية لـوحدة الاستخبارات الاقتصادية عن عام 2009.
- حلّ الأردن في الترتيب 73 من أصل 133 دولة في مؤشر الابتكار العالمي لعام 2024 وتصدر هذا المؤشر المنظمة العالمية للملكية الفكرية:[9]